# Bethesda, Tennessee
Bethesda är en ort i Williamson County, Tennessee, USA. Orten grundades vid Rutherford Creek i början av 1800-talet som ett litet community för att serva bönderna i området. Bethedsa metodistkyrka grundades 1832.